# Định lý năm đường tròn

Định lý năm đường tròn

Trong hình học phẳng, định lý năm đường tròn (tiếng Anh: Five circles theorem) phát biểu rằng: 
Cho năm đường tròn với tâm nằm trên một đường tròn chung thứ sáu và mỗi đường tròn này giao với một đường tròn liền kề phía trước và phía sau nó cũng tại đường tròn chung thứ sáu, khi đó đường thẳng nối các giao điểm thứ hai của chúng sẽ tạo thành một ngũ giác với các đỉnh nằm trên các đường tròn đó.